# Jinhai Lake

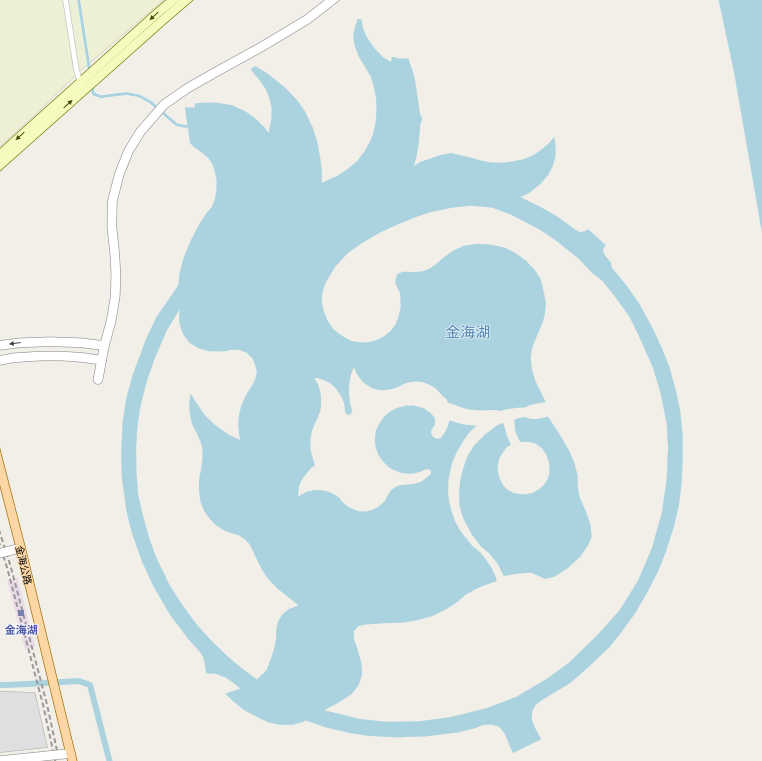
kaart van het recreatiegebied Jinhai Lake

Jinhai Lake is een Chinees recreatiegebied in de zuidelijke rand van Shanghai in het district Fengxian.  
Het in 2019 geopend gebied is opgebouwd rond een kunstmatig aangelegd meer. De zone wordt gebouwd als aantrekkingspunt voor alle inwoners en bezoekers van Shanghai vanuit de intentie het district Fengxian en daarbinnen het centrum Nangiao New City op de kaart zetten. Dit laatste is ook een letterlijk te nemen gegeven, de vorm van het 8,74 km² groot kunstmatig meer op elke luchtfoto of kaart lijkt op een gigantische Chinese goudvis die uit het water springt. 
Jinhai Lake, populair ook het Shanghai Fish Lake genoemd,  biedt naast eet- en drinkgelegenheden, winkelcentra, meerdere grote hotels, kampeerzones, jachtclubs en waterrecreatie ook andere publiekstrekkers. 
Zo opende op 16 mei 2019 het Fengxian Museum, het stedelijk museum van Fengxian met een tentoonstellingsruimte van 20.000 m² in een nieuwbouw ontworpen door de Japanse architect Sou Fujimoto en als eerste expositie een tentoonstelling op locatie afkomstig uit het Paleismuseum over keizer Yongzheng uit de Qing-dynastie.
Het gebied is bereikbaar met openbaar vervoer via het direct ten westen van het meer gelegen station Jinhai Lake, bediend door lijn 5 van de metro van Shanghai.